# 蒂布尔蒂诺
蒂布尔蒂诺（Q. VI Tiburtino）是意大利罗马的第六新城分区（quartieri），由首字母Q. VI标识。该名称源自古道提布提纳道。

## 名胜
- 国家卫生院。 20 世纪建筑 (1931–34)。
- 城外圣老楞佐圣殿 ，4 世纪教堂。
- 蒂布蒂诺圣母无染原罪堂。
- 蒂布蒂诺忧苦之慰圣母堂。
- 罗马大学。

- 提布提纳门，提布提纳道的起点。公元前 1 世纪的拱门。